# Brøstadbotn
Brøstadbotn est une localité du comté de Troms, en Norvège.

## Géographie
Administrativement, Brøstadbotn fait partie de la kommune de Dyrøy.